# Linum pratense
Linum pratense är en linväxtart som först beskrevs av J.B.S. Norton, och fick sitt nu gällande namn av John Kunkel Small. Linum pratense ingår i släktet linsläktet, och familjen linväxter. Inga underarter finns listade i Catalogue of Life.